# غاري هالبيرج
غاري هالبيرج (بالإنجليزية: Gary Hallberg)‏ هو لاعب غولف أمريكي، ولد في 31 مايو 1958 في بروين في الولايات المتحدة.

## وصلات خارجية
- غاري هالبيرج على موقع رابطة لاعبي الغولف المحترفين (الإنجليزية)
- غاري هالبيرج على موقع رابطة اليابان للاعبي الغولف المحترفين (الإنجليزية)
- غاري هالبيرج على موقع التصنيف العالمي الرسمي للغولف (الإنجليزية)